# Slalom (schi)
Slalomul este o disciplină de schi alpin și snowboard, care constă în coborârea unei pante, prin anumite puncte de trecere obligatorii, denumite porți. Acestea sunt distanțate mai strâns decât cele din slalom uriaș, slalom super uriaș și coborâre, necesitând viraje mai rapide și mai scurte. Pe plan internațional, sportul este disputat la Campionatele mondiale de schi alpin și la Jocurile Olimpice de iarnă.

## Descriere

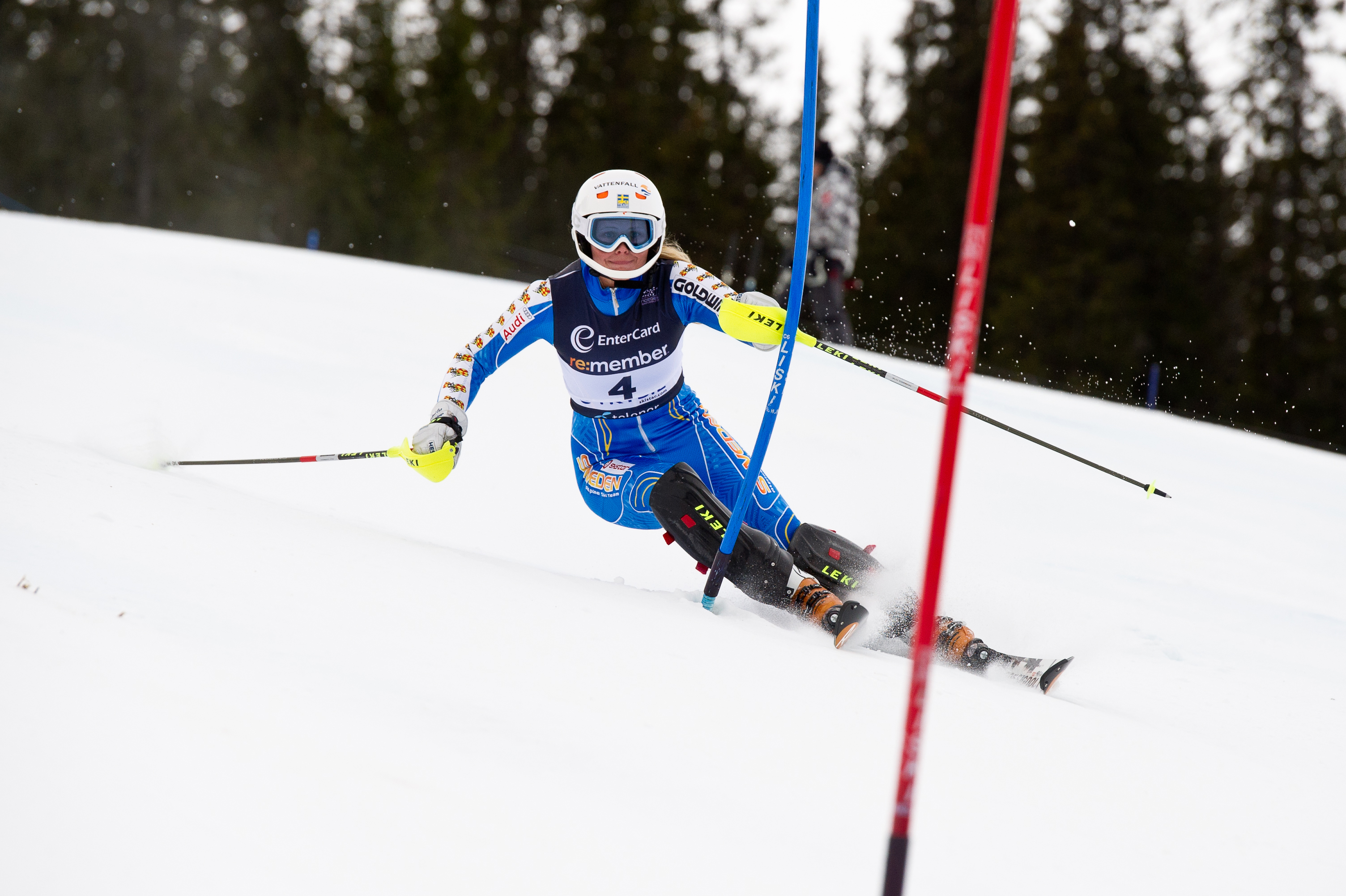
Nathalie Eklund în proba de slalom de la Trysil în 2011

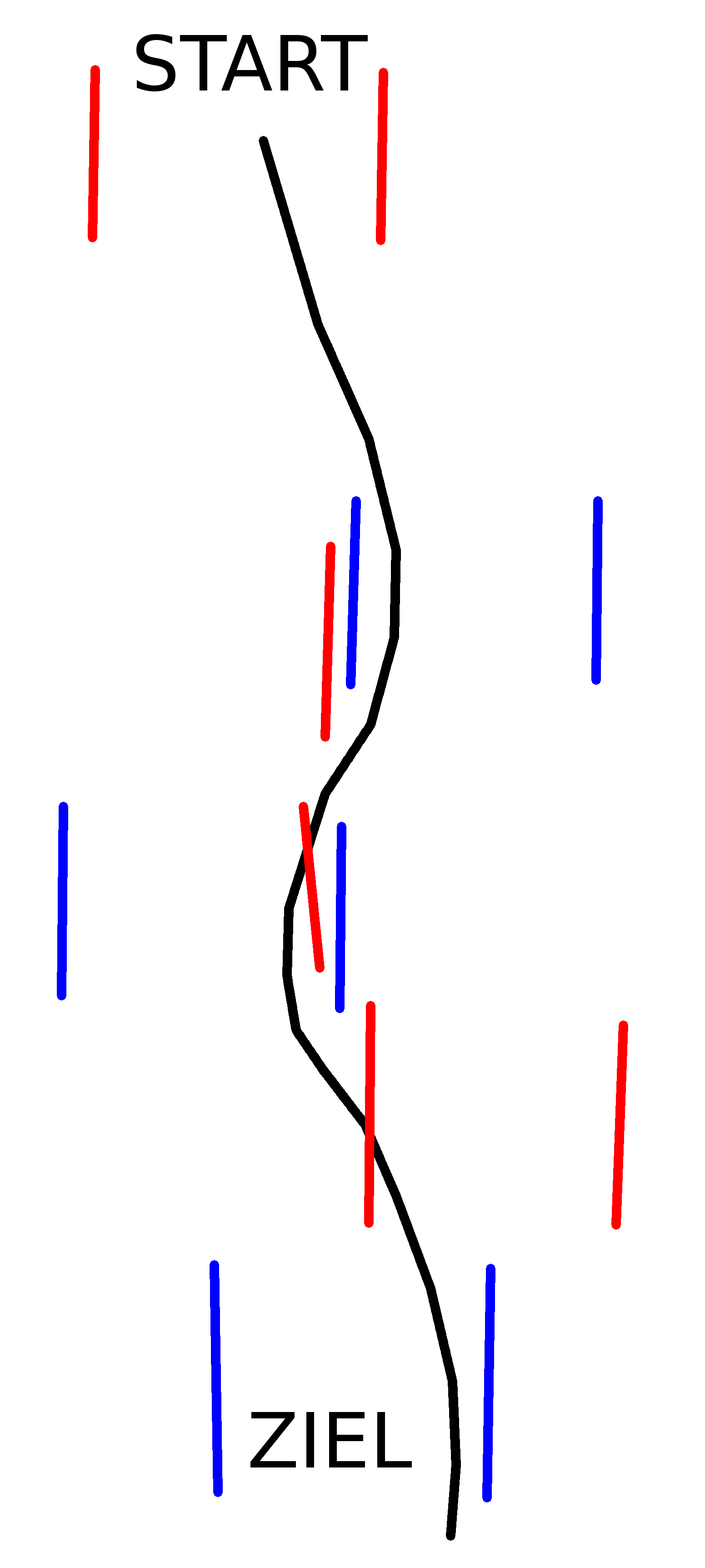
Exemplu unei curse de slalom

De obicei, o cursă de slalom are loc în două manșe, iar câștigătorul este schiorul care a realizat cel mai scurt timp general la cele două probe, fără a sări peste nicio poartă. Din sezonul 2002/2003 până în sezonul 2005/2006 s-au desfășurat probe speciale în formula K.O. slalom.
În Cupa Mondială de slalom, ordinea de start este determinată după cum urmează:
- în prima serie pentru cei mai buni 15 sportivi (determinat în funcție de punctajul obținut în ultimele douăsprezece luni la specialitate) se face o tragere la sorți; pentru ceilalți se respectă ordinea determinată de punctajul acestora;
- în a doua manșă este inversată ordinea de sosire a primei: de aceea va începe primul cel clasat al 30-lea, iar primul clasat va porni ultimul.

Din punct de vedere istoric, slalomul și coborârea sunt cele mai vechi discipline ale schiului alpin modern. Competițiile de slalom și coborâre au loc încă de la prima ediție a Campionatelor Mondiale de schi alpin din 1931 și fac parte din programul olimpic de la Jocurile Olimpice de iarnă din 1948.
În slalom curbele au o rază foarte îngustă chiar și în comparație cu slalomul uriaș. Distanța dintre uși variază între 8 și 12 metri pe verticală și 2/3 metri pe orizontală.
Porțile sunt marcate de doi stâlpi unici, alternativ roșu și albastru, fără steaguri (înainte erau echipate cu steaguri triunghiulare de aceeași culoare cu stâlpul). Având în vedere spațiile strânse dintre porți, linia ideală de urmat într-un slalom special trece foarte aproape de stâlp. Din sezonul 2015/2016, stalpul care practic nu era doborât de sportiv (adică cel departe de traiectoria ideală de parcurs) nu se mai poziționează; rămân doi stâlpi sa distingă poarta de slalom in ceea ce privește figurile verticale (dublu, triplu, cvadruplu). Se folosesc stâlpi articulați care sunt doborâți cu bețe și picioare. Pentru aceasta se folosesc protecții speciale pentru mâini, picioare și față.
În încercarea de a spori siguranța, din sezonul 2003/2004 Federația Internațională de Schi a mărit limitele minime de lungime pentru schiuri în cursele speciale de slalom: 165 cm pentru bărbați (era 155 cm), 155 cm pentru femei (era 150 cm) și a facut obligatoriu casca și pentru aceasta specialitate din sezonul 2006/2007.
O greșeală tipică a sportivilor din slalom este „furcația” bețelor, adică trecerea unui schi în interiorul stâlpului în loc de exterior, ceea ce costă eliminarea directă din cursă.